# محمد علي (أمير)
الأمير محمد علي، الذي يحمل لقب أمير الصعيد، وُلد في 5 فبراير 1979 في القاهرة ، وهو ولي العهد المحتمل لعرش مملكة مصر والسودان.

## عن حياته
هو الابن الأكبر للملك أحمد فؤاد الثاني، الذي تم خلعُه من العرش وهو لا يزال طفلًا صغيرًا وتربى في المنفى، وزوجته السابقة فضيلة. محمد علي أيضًا حفيد الملك فاروق الأول والملكة ناريمان.وباصرار من والده فؤاد الثاني، وافق الرئيس أنور السادات على أن تلد والدته فضيلة في مصر. ونتيجة لذلك، أصبح محمد علي أول عضو من الفرع المباشر للعائلة الملكية المصرية يعود إلى البلاد بعد انقلاب 1953.

## حياته العلمية والعملية
الأمير محمد علي نشأ وتعلم بين أوروبا والمغرب. عمل لسنوات عديدة في مجال العقارات في باريس. ومنذ أن اعترفت الدولة المصرية بالتراث التاريخي للسلالة العلوية، يعيش محمد علي مع عائلته في مصر.

## حياته الاجتماعية
محمد علي لديه أخت، الأميرة فوزية لطيفة، وُلدت في موناكو في 12 فبراير 1982، وأخ، الأمير فخر الدين، وُلد في الرباط، المغرب في 25 أغسطس 1987.

## حياته الاسرية
تزوج من الأميرة نوال ظاهر شاه من أفغانستان حفيدة آخر ملوك أفغانستان محمد ظاهر شاه، لهم ابنان توأمان ولدا في 12 يناير 2017:-
- الأمير فؤاد ظاهر حسن : أسماؤه اختيرت تكريماً لجده، الملك فؤاد الثاني من مصر؛ ولجدِّه الأكبر، الملك محمد ظاهر شاه من أفغانستان؛ وللملك الحسن الثاني من المغرب.
- الأميرة فرح نور.[1][2]

## أوسمه
- نيشان محمد على